# キリスト教と自由主義神学

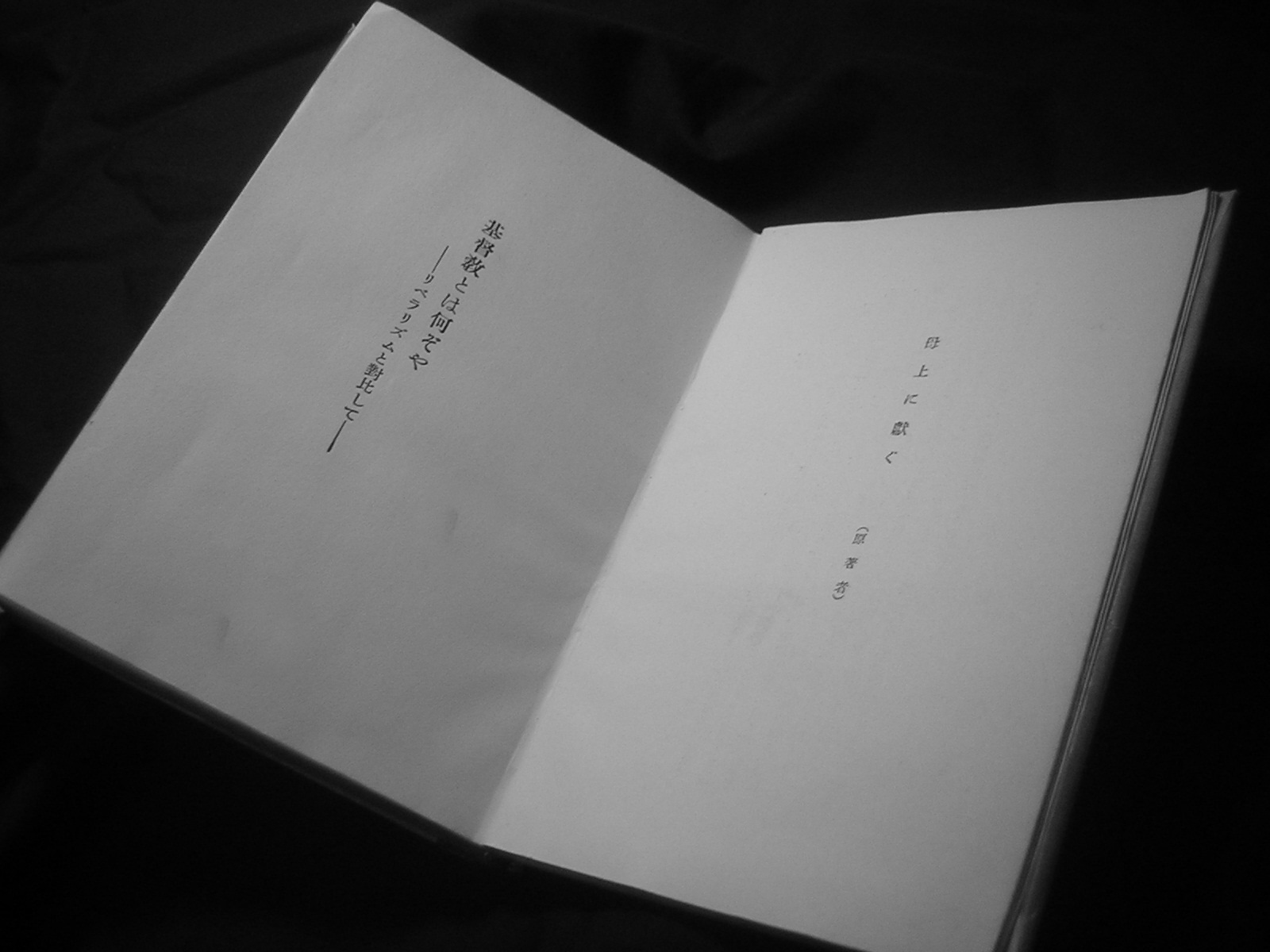
『基督教とは何ぞや』角田桂嶽訳、1933年

キリスト教と自由主義神学（キリストきょうとじゆうしゅぎしんがく、Christianity and Liberalism）はジョン・グレッサム・メイチェンの著書。
キリスト教と自由主義神学（リベラル）がまったく異なる宗教であり、キリスト教は聖書の上に立てられるが、リベラルは罪人の移りゆく感情の上に立てられると断言している。
| 「 | 「それゆえに自由主義はキリスト教とは根本的に異なるものであるということは不可思議ではない、何となればその土台が異なるのであるから。キリスト教は聖書の上に建てられる。それはその思惟と生活とを共に聖書の上にすえる。しかるに他方自由主義（リベラリズム）は罪深き人間の移りゆく情緒の上に建てられるのである」 | 」 |

メイチェンは自由主義神学の前提がキリスト教と異なるとする。また、部分的霊感説もイエス・キリストの聖書観ではないとしている。
翻訳は角田桂嶽の『基督教とは何ぞや:リベラリズムと對比して』が1933年に出版されていたが、戦後に吉岡繁訳の『キリスト教とは何か:リベラリズムとの対決』が出ている。 吉岡は角田訳に翻訳の題名を合わせ、原語の直訳としなかった。最初にメイチェンの著書を翻訳した角田は、メイチェンの日本における真の弟子と呼ばれている。
今日においてメイチェンの立場を支持する論者は、メイチェンの著書の役割を果たしているのは、福音派のクリスチャニティ・トゥディであり、。一方、自由主義神学の流れはリベラル派、エキュメニカル派、WCC系、NCC系と主張している。
神学者である岡田稔は自由主義神学について、この標題が明示する如くであると述べている。

## 翻訳
- 『キリスト教とは何か:リベラリズムとの対決』吉岡繁訳 聖書図書刊行会 いのちのことば社 ISBN 4791201078、2000
- 『基督教とは何ぞや:リベラリズムと對比して』角田桂嶽 長崎書店 1933
- 『基督教と自由主義』角田桂嶽 活水社　1955